# The Wild Hunt
The Wild Hunt (übersetzt: Die wilde Jagd) ist ein kanadisches Drama von Alexandre Franchi (Regie, Autor) aus dem Jahr 2009.

## Handlung
Erik führt ein trostloses Leben in Montreal. Er muss sich um seinen pflegebedürftigen Vater kümmern und hat Stress mit seiner Freundin Evelyn, einer begeisterten Liverollenspielerin. Als diese während eines Liverollenspiels eine Affäre mit einem anderen Spieler beginnt, reist Erik ihr hinterher und will sie aus der Spielwelt holen. Doch Evelyn ist im Laufe des Spiels in die gespielte Gefangenschaft ihres Liebhabers, dem Schamanen Murtagh, geraten. Das Spiel unterliegt gewissen Regeln und Erik merkt bald, dass es ihm nur gelingen wird, seine Freundin zurückzugewinnen, wenn er in das für ihn unbekannte Spiel eintaucht. Hilfe bekommt er dabei von seinem Bruder Björn, der ein fanatischer Spieler ist. Erik wird zu dem Charakter „Erik, der Wikinger“ und schmiedet mit seinem Bruder einen Plan, um seine Freundin aus der Gefangenschaft zu befreien. Doch alles geht schief und das Spiel eskaliert.

## Hintergründe

### Produktion
Das Spielfilm-Debüt des aus Montreal stammenden Regisseurs Alexandre Franchi wurde auf 35 Millimeter gedreht und hat etwa 500.000 US-Dollar gekostet. Insgesamt gab es 24 Drehtage.

### Drehort

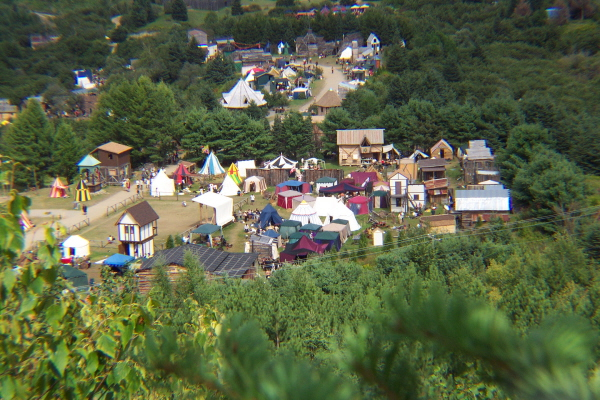
LARP-Spielort Duché de Bicolline in Kanada

Als Hauptdrehort diente das reale kanadischen LARP-Gelände Duché de Bicolline in der Provinz Québec. Außerdem wurden Szenen in Montreal gedreht.

## Aufführung
Der Film feierte im September 2009 auf dem Toronto International Film Festival seine Premiere, lief danach auf diversen anderen Festivals und kam Anfang 2010 in Kanada und den USA in die Kinos. In Deutschland wurde der Film Mitte 2010 im Rahmen des Fantasy Filmfest aufgeführt.

## Besetzung
- Mark Antony Krupa – Bjorn Magnusson
- Ricky Mabe – Erik Magnusson
- Kaniehtiio Horn (als Tiio Horn) – Evelyn / Princess Evlynia
- Trevor Hayes – Shaman Murtagh
- Kent McQuaid – Greg'Ash
- Nicolas Wright – King Argyle
- Claudia Yurt – Tamara (Spielleiter)
- Kyle Gatehouse – David
- Spiro Malandrakis – Oliver (Spielleiter)
- Victor Trelles – Miguel / The Mexican Viking
- Holly O’Brien – Princess Ambrosia
- Martin Stone – Magnus Gunnarsson
- Terry Simpson – Bernie / Captain BernHeart